# 호발도
호발도(胡拔都, 생몰년 미상)는, 고려 말기 고려의 변경을 침공해 인민을 약탈, 납치했던 여진족 세력의 거두이다. 
한문으로는 호파두(胡波豆)라고도 표기하며, '발도'와 '파두' 모두 몽골어로 용감무쌍(혹은 그러한 사람 즉 용사)이라는 의미의 '바토르'를 한자로 음차 표기한 것이다. 또한 아지발도와 마찬가지로 본명이 아니라 타칭, 즉 고려측에서 부른 이름이다. 

## 개요
한국의 《고려사》(高麗史)에는 공민왕(恭愍王) 21년(1372년) 정월에 고려의 파아구자(波兒口子, 평안북도 벽동군)에 잠입하여 수어관(守禦官) 김천기(金天奇) 등을 죽이고 몇 명을 사로잡아갔다는 언급이 있으며, 2월에도 장해마(張海馬)와 함께 고려의 니성(泥城)·강계(江界, 산양회구자) 지역에 쳐들어왔다. 강계의 산양회구자에 침공했던 호발도 세력은 고려의 수어관(守禦官) 장원려(張元呂)에 의해 격퇴되었다. 공민왕 23년 갑인(1374년)에도 고려에 쳐들어와 고려의 인민을 약탈, 납치해 갔다.
고려 우왕 8년 임술(1382) 1월에 호발도는 1천 병사를 거느리고 압록강을 건너 고려의 의주(義州)로 쳐들어와, 고려의 의주 상만호(上萬戶) 장려(張侶)의 집을 포위하였다. 장려는 아들 장사길(張思吉)·장사충(張思冲)과 함께 막아 싸우다 장려 자신은 창에 찔리고 두 아들도 모두 화살에 맞는 중상을 입었고, 호발도는 장려의 재산과 말 15필을 빼앗아갔다. 의주 부만호(副萬戶) 최원지(崔元沚)가 이를 추격하여 20여 명의 목을 베었다.
우왕 9년 계해(1383년) 1월에 호발도는 다시 압록강을 넘어 니성으로 쳐들어 와서 고려군에게 화살을 맞고 물러났다가 8월에 다시 동북면의 단주(端州)로 쳐들어왔다. 이때 호발도가 거느린 군사는 4만 명에 달했다고 한다(《이지란신도비》)당시 고려의 단주부만호(端州副萬戶) 김동불화(金同不花)가 미리 이들과 내응해 놓고 재화(財貨)를 챙겨 일부러 뒤처져 있다가 적에게 잡혔고, 단주 상만호(上萬戶) 육여(陸麗)와 청주 상만호(靑州上萬戶) 황희석(黃希碩) 등이 호발도와 여러 번 싸웠으나 모두 패전하였다. 
이보다 앞서 우왕 8년(1382년) 7월에 고려 조정은 집안 대대로 동북면 지역을 관장하고 있던 문하찬성사(門下贊成事) 이성계를 동북면도지휘사(東北面都指揮使)로써 동북면으로 파견하였다. 호발도가 단주로 쳐들어 왔을 때, 이성계의 의형제로 여진족의 금패천호 아라부카의 아들인 이두란(李豆蘭)이 어머니 상(喪)을 치르느라 청주(靑州)에 있었는데, 이성계는 사람을 시켜 그에게 상복을 벗고 종군할 것을 명했고, 이두란은 상복을 벗고 절하고 울며 하늘에 고한 뒤 무장하고 이성계를 따랐다. 고려군은 호발도가 이끄는 군세와 길주(吉州) 평야에서 맞닥뜨렸는데, 선봉에 있던 이두란이 호발도와 싸우다 패하여 크게 패하였다. 이성계는 이두란보다 조금 나중에 길주 평야에 도착하였다. 
《고려사절요》 및 《태조실록》에 따르면 길주 평야에서 이성계와 호발도는 서로 '단도' 즉 일기토를 벌였다. 호발도는 두꺼운 갑옷을 세 겹으로 입고 붉은 털옷을 입고서는 털이 검은 암말을 탄 채로 진을 길게 치고 있다가, 이성계를 보자 군사들을 놔두고 칼을 뽑아들고 앞장서서 치고 나왔다. 이에 이성계도 단기(單騎)로 칼을 뽑아들고 달려 나가서 검을 휘두르며 서로 격돌하였는데, 둘 다 번쩍하는 사이에 지나쳐 버려 맞히지 못하였다. 호발도가 미처 말을 가누지 못하고 있을 때 이성계가 급히 말을 돌려 활을 당겨 그의 등을 쏘았으나 갑옷이 두꺼워 화살이 깊이 들어가지 못하자, 곧바로 다시 호발도가 탄 말을 쏘았고 말이 거꾸러지면서 호발도는 낙마하여 땅바닥에 넘어졌다. 이성계는 다시 활로 호발도를 쏘려 했지만 호발도의 휘하 군사들이 대거 몰려와 호발도를 구원했고, 때마침 고려의 지원군도 몰려와서 싸움을 벌였다. 싸움은 고려군의 승리로 끝났고, 호발도는 겨우 몸만 빠져나와 도망쳤다고 한다.

## 호발도의 정체
호발도라는 '인물'의 정체에 대해서는 기록에 남아 있지 않으나, 그가 속한 '세력'에 대하여 《고려사》 공민왕 21년(1372년) 3월 경술에 명의 정료위(定遼衛)에 보낸 자문에서는 호발도를 '동녕부(東寧府)의 남은 당여들'(東寧府餘黨)이라고 부르고 있다. 공민왕 5년(1356년) 공민왕은 원의 대고려 내정간섭 기구였던 정동행성 이문소를 철폐하고, 원의 기황후의 오빠로 원의 세력을 등에 업고 권력을 휘두르던 부원배 기철(奇轍) 일파를 주살했다. 다만 기철의 아들이었던 원의 평장(平章) 기새인첩목아(奇賽因帖木兒)는 원에 있었기 때문에 목숨을 건질 수 있었는데, 이후 고려 조정에 앙심을 품고 요양로(遼陽路) 및 동녕부의 관리들과 결탁하여 고려의 변경을 침공했다. 이 시점에서 동녕부는 기씨 일족과 같은 반고려 부원세력의 거점이기도 했던 것이다. 
공민왕이 재위 18년(1369년) 11월과 19년(1370년) 두 차례에 걸쳐 지용수, 이성계 등을 보내 압록강을 건너 동녕부를 공격한 것도(제1, 2차 요동 정벌) 단순히 고려가 원에 잃었던 옛 영토(나아가 옛 고구려 땅인 요동까지)를 수복하여 원에 의해 꺾였던 고려의 자주성을 회복하는 것에 그치는 것이 아니라 옛 부원 세력으로써 고려의 변경을 위협하던 이들 '동녕부의 남은 당여들'을 소탕한다는 목적도 포함되어 있었다. 이를 통해 공민왕은 원명교체기 대명(對明), 대원(對元) 관계에서 고려 국왕으로써 자신의 외교적 지위를 획득하고, 동시에 내부적으로는 신돈 세력을 숙청함으로써 고려 국왕의 권력 기반을 재구성하고자 했다. 
호발도의 고려 침입도, 단순히 여진족이 고려의 북쪽 변경을 침입해 인민을 약탈, 납치한 사건이 아니라, 공민왕의 동녕부 공격과 밀접하게 연동되어 발생한 사건이었다. 안정복은 《동사강목》에서 호발도를 나하추(納哈出)와 같은 부류로 부르고 있다. 나하추는 고려 우왕 13년(1387년)에 명에 항복할 때까지 요동에서 세력을 유지하면서 고려나 명과 대치하고 있었다. 호발도는 고려로부터 '동녕부의 남은 당여들'로 지목될 정도로, 단순히 개별적인 여진족 세력이 아닌 요동의 동녕부, 즉 옛 원 세력과 밀접하게 연결된 존재로 인식되고 있었다. 즉 호발도의 고려 침입은, 공민왕이 동녕부를 상대로 요동 지역에서 벌였던 전쟁에 대해, 당시 요동 지역에 잔류하고 있던 나하추나 고가노 등 원의 잔당들이 고려에 반격을 가하던 맥락 속에서 이루어졌던 것이다.

## 같이 보기
- 고가노
- 나하추
- 동녕부
- 아지발도
- 정몽주 - 이성계가 호발도를 치러 나섰던 때 정몽주는 이성계의 조전원수(助戰元帥)였다.

### 내용주
1. ↑  구자는 보(堡)을 가리킨다. 국경 지대나 군사적 요충지에 설치되는 소규모 관방 시설이다.
2. ↑  조선 태종 17년 정유(1417년) 백두산 북쪽에서 온 흠차 진 대인의 반인으로 동행했던 여진 사람 소이옹불화(所伊雍不花)라는 자가 당시 조선의 북청군에 살고 있던 자신의 숙부 아이불화(阿伊不花)에게 보낸 편지가 함길도도순문사에 의해 조선 조정에 보고되었는데, 소이옹불화는 자신이 "갑인년에 호파두(胡波豆)에게 잡혀 중국으로 들어갔다"고 하고 있다(《태종실록》권제35, 태종 18년 2월 20일 신축 두 번째 기사).